# هایمیتو فن دودرر
هایمیتو فن دودرر (انگلیسی: Heimito von Doderer; ۵ سپتامبر ۱۸۹۶ – ۲۳ دسامبر ۱۹۶۶) یک نویسنده اهل اتریش بود.